# Se Tá Bom Assim
"Se Tá Bom Assim" é uma canção da dupla sertaneja Edson & Hudson. Foi lançada nas rádios no dia 31 de outubro de 2018 e digitalmente no dia 16 de novembro de 2018, juntamente com o videoclipe oficial da música no canal oficial da dupla no Youtube.

## Estilo e composição
Escrita por Vanessa Pinheiro Garcia, Henrique Andrade e Cristian Luz, 'Se Tá Bom Assim' traz bem o estilo Edson e Hudson, o amor rasgado, sofrido e que toca o coração. "É uma música realmente maravilhosa, de uma qualidade imensa. O destaque também fica para a melodia.Optamos por preservá-la e darmos o nosso melhor nos vocais", explica Edson. "Foi um momento de entrega muito grande. Somos só nós e o piano. Uma canção que exige muito do cantor, principalmente a sensibilidade para sentir e interpretar", fala Hudson.
No refrão, a declaração apaixonada.
"Você dizer que tá bem sem mim / É o mesmo que alguém dizer que em Cuiabá está nevando / É ficar se enganando. / E eu dizer que não quero voltar / É o mesmo que beijar a sua boca e não me apaixonar / Ah... isso não dá. / E aí, como é que faz? / Ou a gente volta ou vê quem mente mais"
"Uma experiência única e claro, muito prazerosa! Uma nova aposta e bem diferente de tudo o que eles já fizeram. 'Se Tá Bom Assim' traz a delicadeza e ao mesmo tempo a força,", explica Ricardo Gama, produtor musical.

## Lista de faixas
| Download digital no iTunes |                   |         |  |
| N.º                        | Título            | Duração |  |
| 1.                         | "Se Tá Bom Assim" | 3:06    |  |

## Desempenho nas tabelas musicais
| Tabela musical (2018)                     | Melhor posição |
| ----------------------------------------- | -------------- |
| Brasil - Billboard Brasil Hot 100 Airplay | 31             |